# 民权和人权中心
民权和人权中心（National Center for Civil and Human Rights）是一个关于美国民权运动以及全世界人权运动成就的博物馆。博物馆位于美国乔治亚州亚特兰大市中心，于2014年6月23日向公众开放。